# 946

## Úmrtí
- 29. ledna – Edita Anglická – německá královna, první manželka Oty I. Velikého (* cca 910)
- 22. května – Edmund I., anglický král (* cca 921)
- ? – As-Súlí, arabský učenec, historik a velmistr šatrandže (* cca 854)
- ? – Marinus II., papež

## Hlavy států
- České knížectví – Boleslav I.
- Papež – Marinus II. – Agapetus II.
- Anglické království – Edmund I. – Edred
- Skotské království – Malcolm I.
- Východofranská říše – Ota I. Veliký
- Západofranská říše – Ludvík IV. Francouzský
- Uherské království – Zoltán
- První bulharská říše – Petr I. Bulharský
- Byzanc – Konstantin VII. Porfyrogennetos